# HD 125442
Désignations
HD 125442, également désignée HR 5364, est une étoile de la constellation australe du Loup. Elle est visible à l'œil nu avec une magnitude apparente de 4,77. L'étoile présente une parallaxe annuelle de 21,46 mas mesurée par le satellite Gaia, ce qui indique qu'elle est distante d'environ ∼ 152 a.l. (∼ 46,6 pc) de la Terre.
HD 125442 est une étoile sous-géante jaune-blanc de type spectral F0 IV, ce qui indique qu'elle a épuisé les réserves en hydrogène de son noyau et qu'elle a commencé à évoluer pour devenir une étoile géante. Elle est estimée être âgée de 614 millions d'années et être 1,49 fois plus massive que le Soleil. L'étoile est 19 fois plus lumineuse que le Soleil et sa température de surface est de 7 344 K. Elle tourne rapidement sur elle-même, montrant une vitesse de rotation projetée de 148 km/s.